# Giorno per giorno, disperatamente
Giorno per giorno, disperatamente è un film del 1961, debutto alla regia per Alfredo Giannetti e primo film come protagonista per Tomas Milian.

## Trama
La malattia mentale che ha colpito il giovane Dario, uno dei due figli della famiglia Dominici che vive in un palazzo popolare di Roma, sconvolge la vita di tutti i suoi componenti. La madre, Tilde, non si rassegna alla follia del figlio e trascura il marito, Pietro, e l'altro figlio, Gabriele, per prestare ogni cura al figlio malato. Durante una crisi particolarmente grave, Dario viene nuovamente trasportato in manicomio e Tilde pretende di destinare tutto il denaro di cui la famiglia dispone per dare mance agli infermieri affinché trattino con particolare riguardo al figlio ricoverato.
Il marito Pietro, che fa il sarto, non riesce ad opporsi a questa ossessione della moglie, cercando però di sottrarre l'altro figlio, Gabriele, al cupo clima di dolore che aleggia sulla famiglia e che rischia di condizionarne il futuro. Per questo gli trova un lavoro presso un suo cliente che ha una impresa edile. Qui Gabriele si innamora di Marcella, una sua collega più anziana di lui, la quale, però, pur volendogli bene, alla fine gli preferirà il ricco principale.
Tilde, in un ultimo disperato tentativo di guarire Dario, lo fa uscire dal manicomio per portarlo a Vienna, dove si illude di potergli fare seguire una nuova cura miracolosa. Ma, dopo un apparente miglioramento ed ancora prima di partire, Dario ha una nuova terribile crisi, nel corso della quale minaccia di morte la madre, mentre Gabriele, sconvolto dal dolore, scopre di desiderare che il fratello muoia. Dario tornerà di nuovo in manicomio, questa volta senza speranza, e la madre, disperata, muore per un attacco cardiaco.
Pietro, rimasto solo, continuerà ad occuparsi di Dario, ma nel frattempo è riuscito nel suo intento di allontanare Gabriele e questo gli dà la forza di continuare.

## Distribuzione
La versione originaria durava 130 minuti, ma venne poi ridotta a 102. Al film prese parte come attore anche Claudio Gora, ma la sua partecipazione fu completamente tagliata in sede di montaggio. Vi prese parte anche un giovanissimo Aldo Reggiani, al suo esordio.

## Critica
Il film affronta il dramma della malattia mentale e delle terribili conseguenze che essa può avere non solo su chi ne viene colpito, ma anche sull'equilibrio della famiglia. Secondo Il Morandini si tratta di un "dramma naturalistico di forte carica emotiva, percorso da una vena di disperato lirismo, non privo di discontinuità, ma sostenuto da un'affiatata e intensa recitazione di squadra".
Di diverso parere Franco Chiaretti (Paese Sera del 3 dicembre 1961): "Di fronte alla difficile materia della follia sembra che il regista si sia trovato perduto, suggestionato ora da uno ora dall'altro dei personaggi; anche se gli ambienti sono veri, le azioni che vi si svolgono e le parole che si dicono sono drammaticamente sopra la righe, frutto di una costruzione letteraria molto speso enfatica, troppo esplicitamente aggressiva, tanto da diventare grossolana".